# Królewskie i Czcigodne Bractwo Najświętszego Sakramentu w Mafrze
Królewskie i Czcigodne Bractwo Najświętszego Sakramentu w Mafrze (port. Real e Venerável Irmandade do Santíssimo Sacramento de Mafra) – jest publicznym stowarzyszeniem wiernych Kościoła katolickiego, kanonicznie założonym w bazylice Matki Bożej i św. Antoniego z Mafry w Portugalii.
Bractwo jest jedną z najstarszych instytucji w gminie Mafra. Organizuje uroczystość Bożego Ciała i cztery tradycyjne procesje w okresie Wielkiego Postu w Mafrze.
Z biegiem czasu bractwo było kustoszem kilku relikwii. Należą do nich koszula koronacyjna Ludwika XV, którą nosił podczas ceremonii w katedrze w Reims.

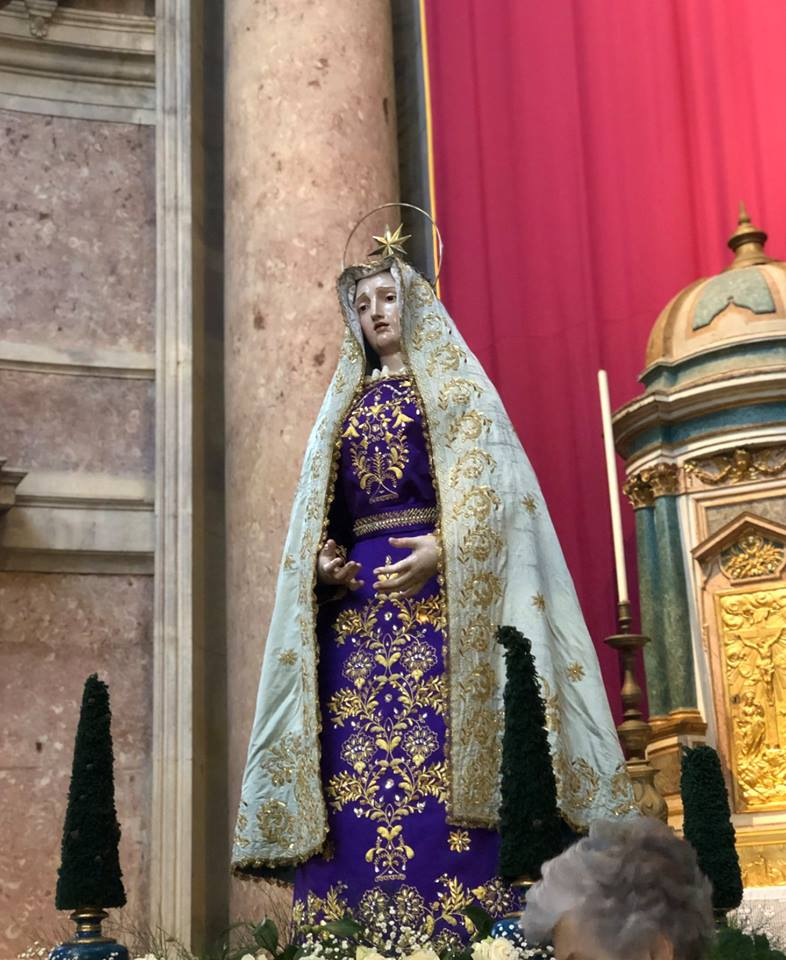
Matka Boża z Soledade (Beatæ Mariæ Virginis Desolatae)
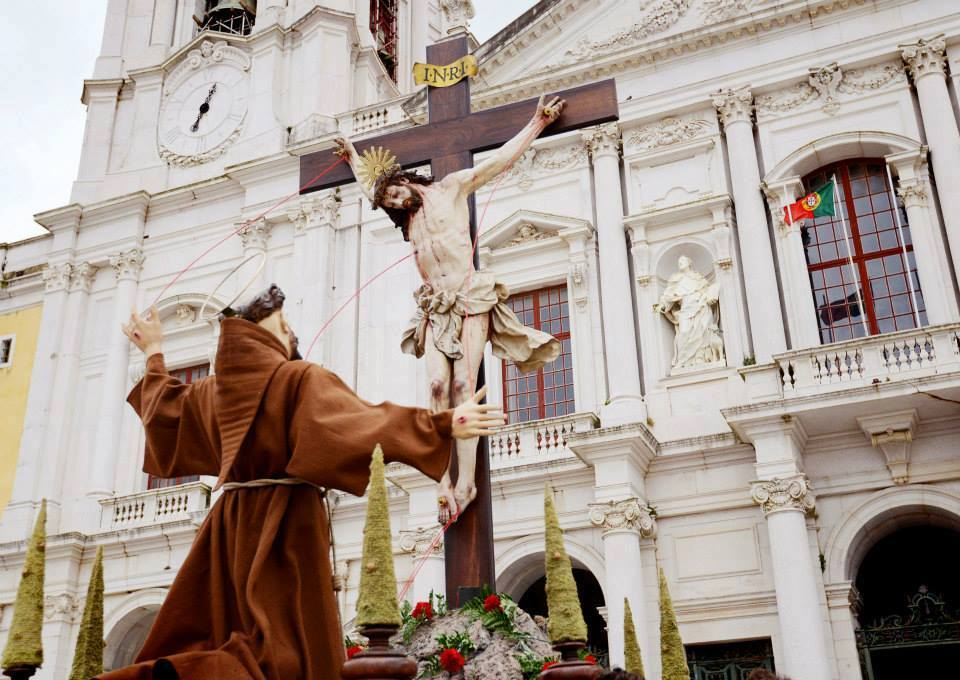
Stygmaty u św. Franciszka z Asyżu
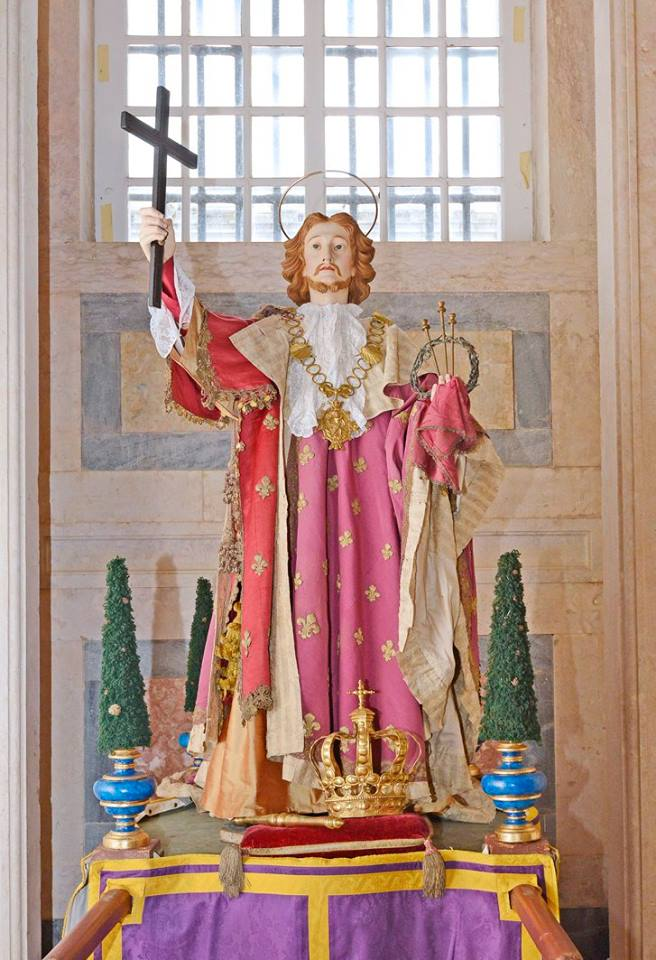
św. Ludwik
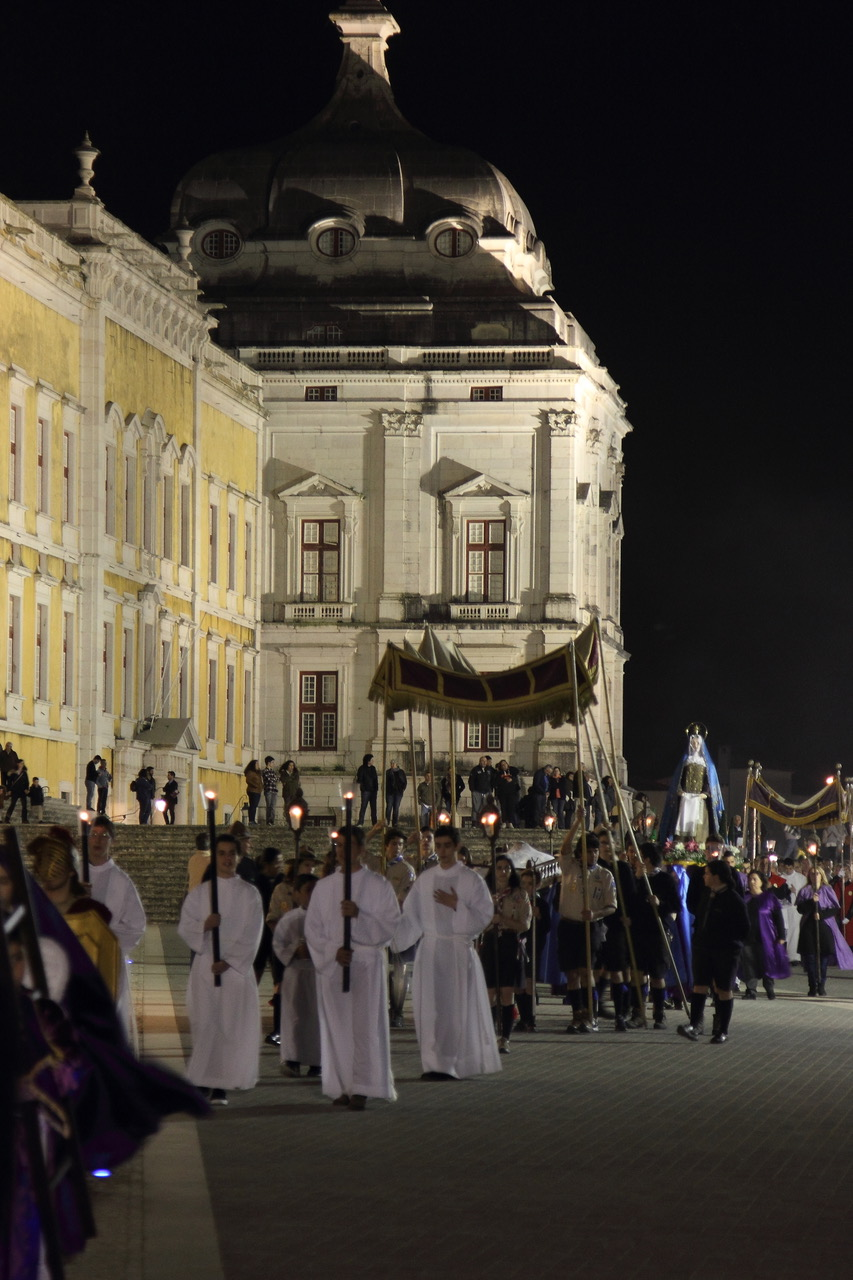
Procesja w Wielki Piątek
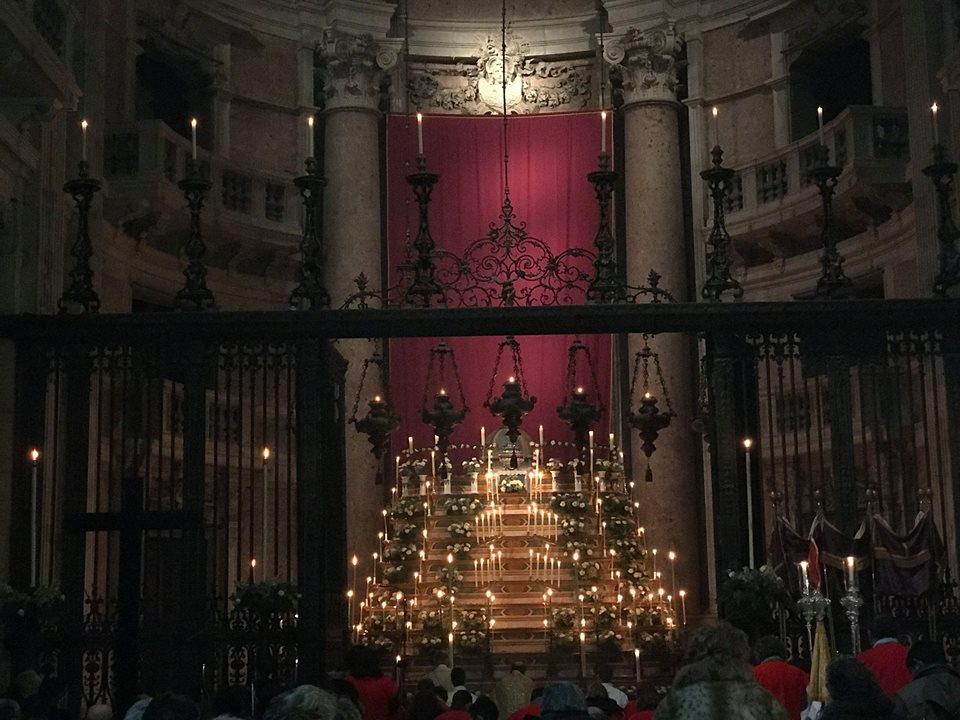
Adoracja Najświętszego Sakramentu
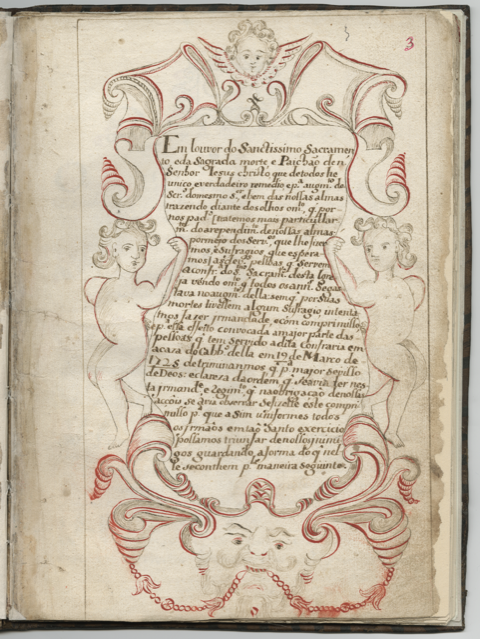
Statut

## Odznaczenia
- 2023  Order Świętej Elżbiety[2]